# Pedro Madeira Rodrigues
Pedro Miguel da Costa Félix Madeira Rodrigues (8 de Março de 1971) é um empresário, político, filantropo e dirigente desportivo português.

## Biografia
Segundo filho de Luís Filipe Ferreira Madeira Rodrigues e de sua mulher (Lisboa, Carnide, 5 de Setembro de 1968) Maria Leonor Peixoto da Costa Félix (Lisboa, São Sebastião da Pedreira, 16 de Agosto de 1948 - 2003), sobrinha-neta do 1.º Visconde de Beirós e 1.º Conde de Beirós, 7.ª neta do 8.º Senhor da Trofa e bisneta por via matrilineal e por bastardia do 1.º Barão de Howorth de Sacavém, Inglês.
Obteve a Licenciatura em Gestão e Administração Pública no Instituto Superior de Economia e Gestão da Universidade Técnica de Lisboa entre 1990 e 1994.
Casou em Almeirim, na Capela da Casa da Quinta da Alorna, a 11 de Novembro de 1995 com sua prima-irmã Patrícia Lopo de Carvalho da Costa Félix (6 de Junho de 1969), filha de António Peixoto da Costa Félix (Lisboa, São Sebastião da Pedreira, 12 de Junho de 1942 - Lisboa, São Sebastião da Pedreira, 5 de Setembro de 1994), sobrinho-neto do 1.º Visconde de Beirós e 1.º Conde de Beirós, 7.º neto do 8.º Senhor da Trofa e bisneto por via matrilineal e por bastardia do 1.º Barão de Howorth de Sacavém, Inglês, e de sua mulher (Lisboa, Alcântara, 8 de Junho de 1968) Maria Fernanda de Sá Lopo de Carvalho (2 de Agosto de 1950), neta paterna de Fausto Lopo de Carvalho e neta materna do 3.º Conde de Aurora, da qual teve Leonor Maria da Costa Félix Madeira Rodrigues (Lisboa, São Domingos de Benfica, 13 de Dezembro de 1996), Maria da Graça da Costa Félix Madeira Rodrigues (Lisboa, São Domingos de Benfica, 26 de Julho de 1998), Francisco da Costa Félix Madeira Rodrigues (Lisboa, São Domingos de Benfica, 11 de Janeiro de 2001), Maria do Rosário da Costa Félix Madeira Rodrigues (Lisboa, 9 de Agosto de 2003) e Diogo da Costa Félix Madeira Rodrigues.
Obteve o MBA na Universidade Nova de Lisboa entre 1999 e 2000.
Entre 2000 e 2002 foi Gestor de Recursos Humanos na Capgemini, e de 2002 a 2005 foi Chefe de Gabinete do Ministro de Estado, das Actividades Económicas e do Trabalho do XVI Governo Constitucional de Portugal, Álvaro Roque de Pinho Bissaia Barreto.
Desde 2005 foi o Secretário-Geral da Delegação Portuguesa da Câmara de Comércio Internacional e desde Setembro de 2005 foi o Secretário-Geral da Câmara de Comércio e Indústria Portuguesa, lugares de que se demitiu em Dezembro de 2016.
É Gestor da Empresa Courtesyland, Unipessoal, L.da.
É Secretário da Assembleia Geral da Terra dos Sonhos, com o fim de acção social.
Gestor e amante da Arte, participou em vários concursos e produziu dois musicais.
Apresentou duas vezes candidaturas a Presidente do Sporting Clube de Portugal, Clube do qual é Sócio desde 1981, a primeira com o mote "Sempre na Frente" a 27 de Dezembro de 2016, cujas eleições, que perdeu com 9,49% dos votos, foram a 4 de Março de 2017, e a segunda como terceiro candidato na ordem de apresentação a 5 de Julho de 2018, acabando por desistir através da fusão da sua candidatura com a de José Maria do Espírito Santo Silva Ricciardi a 4 de Setembro de 2018.